# La Destruction des Juifs d'Europe
Pour les articles homonymes, voir La Destruction des Juifs d'Europe (homonymie).
La Destruction des Juifs d'Europe est un ouvrage d'histoire écrit par l'universitaire américain Raul Hilberg.
Le livre décrit le processus d'ensemble de la Shoah dans ses aspects politiques, économiques, techniques, administratifs et humains.
Faisant suite à la thèse de doctorat de Raul Hilberg, l'ouvrage est d'abord publié en 1961 chez un petit éditeur de Chicago. Remarqué, il est traduit dans les années 1980 dans plusieurs langues, puis est republié régulièrement avec des mises à jour et compléments inédits.

## Historique de l'ouvrage

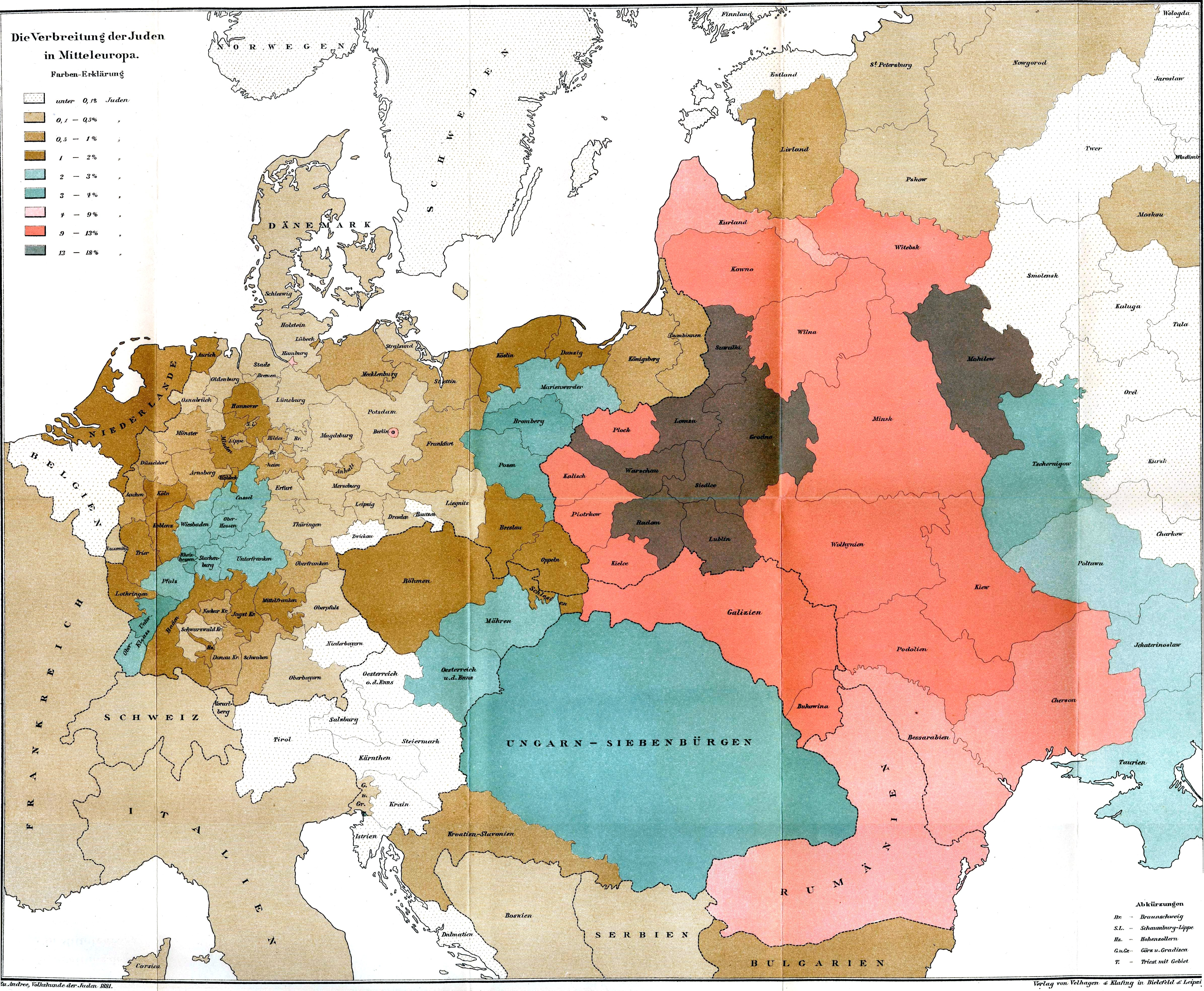
La population juive en Europe en 1880.

Raul Hilberg commence son travail sur la Shoah en 1948 alors qu'il est à Munich et participe au War Project Documentation pour l'armée américaine, pour laquelle il a combattu lors de la guerre.
Étudiant en histoire contemporaine, il décide de consacrer ses recherches à l'Holocauste et au processus de destruction méthodique pour en faire sa thèse de doctorat. Le professeur Franz Neumann le soutient dans ses démarches en tant que directeur de thèse. Raul Hilberg soutient celle-ci en 1955 à l'université Columbia. L'ouvrage qui en résulte est distingué comme meilleure thèse de doctorat de Sciences sociales par l’université Columbia en 1955.
Malgré cette récompense, toutes les grandes maisons d'édition sollicitées par Raul Hilberg lui opposent un refus poli : Columbia University Press, Princeton University Press, l'Oklahoma University Press ainsi que Yad Vashem. Elle est finalement publiée par une toute petite maison d'édition de Chicago au moyens limités, Quadrangle Books.
Redécouvert et remarqué au début des années 80, l'ouvrage fait l'objet d'une traduction en allemand en 1982, à l'initiative d'Ulf Wolter, dirigeant d'une société d'édition à Berlin. À cette occasion, Raul Hilberg n'ayant cessé d'améliorer sa connaissance du sujet, et s'impliquant directement dans la version allemande complète, corrige et met à jour la version. Le volume initial de 788 pages est alors augmenté d'environ 15 %. Hilberg juge dès lors que cette édition allemande est suffisamment solide et développée pour être considérée comme une source de référence pour les années à venir.
En 1985 parait chez l'éditeur Holmes & Meyer à New-York, une deuxième version anglaise en 3 volumes. C'est cette version qui est la base des publications, nouvelles éditions et traduction futures. Elle reparaît ainsi en français, allemand et italien avec des compléments inédits avant qu'une version en hébreu voie le jour.
En 1988 l'éditeur français Fayard, sous l'impulsion d'Eric Vigne et avec l'aval de Claude Durand, publie une traduction en un seul volume, mise à jour et complétée d'inédits à partir de l'édition anglaise en trois volumes de 1985. Gallimard réédite cette version en deux volumes dans la collection Folio histoire.
En 2003 les Yale university Press, situées à New Heaven, engagent une troisième édition encore complétée et mise à jour. Celle-ci donne lieu à une traduction française dite "définitive", publiée en 3 volumes par Gallimard en 2006 dans la collection Folio histoire. Cette dernière édition française est reprise en un volume grand format chez Fayard en 2007.
Chacune des éditions ou traductions (anglaise, américaine, allemande, française, italienne) a été directement suivie et expertisée par Raul Hilberg au long de sa vie, car il maîtrisait ces langues. La parution en hébreu était en préparation lors de son décès et il n'en a pas vu la sortie.
L'évolution de La destruction des juifs d'Europe est ainsi un exemple de "work in progress", retracé dans La politique de la mémoire (1994)  (ISBN 2-07-074298-9), traduit en français en 1996. En effet, après sa gestation, cet ouvrage a été mis à jour pendant un demi-siècle par les recherches de l'auteur, la fouille d'archives, ou leur ouverture à partir de 1989 pour ce qui concerne les pays de l'ex-bloc soviétique. Seul le décès de l'auteur rend définitive la dernière édition.

## Caractéristiques de l’œuvre
La Destruction des Juifs d’Europe constitue une somme académique et un ouvrage de référence sur l'extermination des Juifs et la méthodologie technicienne de la machine nazie pendant la Seconde Guerre mondiale.
Raul Hilberg est avec Léon Poliakov un pionnier de l’histoire de la Shoah. Son ouvrage vise « à rendre compte en totalité d'une entreprise qui fut totale », il explore « le mécanisme de la destruction dans son fonctionnement même », comme un « processus organisé, mis en œuvre par les bureaucrates qui commandaient un réseau administratif à l'échelle d'un continent ». Comme Poliakov, il appartient au courant historiographique qui envisage le génocide comme un processus, avec des étapes, des structures et des techniques, comme le produit d'une machine à assassiner, à exterminer une population entière.
Dans son ouvrage, Raul Hilberg démontre ces processus de destruction des Juifs et en souligne quatre stades :
- la définition du Juif de 1933 à 1939 ;
- l'expropriation (révocations, aryanisation, impôts, travail forcé...) ;
- la concentration des Juifs (séparations, ghettos) de 1935 à 1944 ;
- l’anéantissement, divisée en deux grandes opérations :
  - les actions mobiles de tuerie (Einsatzgruppen) de 1941 à 1943 ;
  - les centres de mises à mort (camps d'extermination) de 1941 à 1944.

C'est un témoignage de Rudolf Kastner qui donna à Raul Hilberg un des axes centraux des recherches ayant servi à cet ouvrage, bien qu'il ne le cite que dans ses mémoires. Dans son ouvrage, Hilberg ne se contente pas retracer l'histoire de la Shoah ; il célèbre la création d'Israël comme « une grande des plus grandes réalisations de toute l'histoire », un pays, dont les habitants se sont défendus les armes à la main, attitude qu'il met en contraste avec la supposée passivité des victimes de la Shoah. Enfin, il considère tout ennemi d'Israël comme un « ennemi primaire de la communauté juive ».

## Éditions

### Éditions en anglais
- The Destruction of the European Jews, Chicago, Quadrangle, 1re éd. 1961, 2e éd. 1967 ; 3e éd., Holmes & Meier, New York, 1973 ; 4e éd. 1985, Publisher Franklin Watts.
- The Destruction of the European Jews, New York, Harper & Row, 1967, 790 p.  (ISBN 0061319597)[6].
- 1st New Vewpoints edition, 1973 ; Harpercollins College, 1979  (ISBN 0-06-131959-7).
- Édition révisée, 3 vol., New York, Holmes and Meier, 1985, xii + 1274 p.  (ISBN 0-06-131959-7) ; plus une édition pour étudiants, 1986, 360 p.  (ISBN 0-8419-0910-5).
- Yale University Press, 2003, 3 vol., 1426 p.  (ISBN 978-0300095579)[7].

### Éditions allemandes
- Édition originale : Die Vernichtung der europäischen Juden, traduit de l'anglais par Christian Seeger et alii, Olle & Wolter, Berlin, 1982  (ISBN 3-88395-431-4)[8].
- Guilde des livres Gutenberg: Die Vernichtung der europäischen Juden, Francfort sur le Main, Olten, Wien, 1982/1983  (ISBN 3-7632-2763-6).
- Publication en livre de poche révisée et éditée en trois volumes, Die Vernichtung der europäischen Juden, traduit de l'anglais par Christian Seeger, Harry Maor, Walle Bengs, Wilfried Szepoan, S. Fischer, Francfort sur le Main, 1990 s., 1352 p.  (ISBN 3-596-24417-X).

### Éditions françaises
- La Destruction des Juifs d'Europe, Paris, Arthème Fayard, 1988.
- La Destruction des Juifs d'Europe, Paris, Gallimard, coll. « Folio » no 38/39  (ISBN 2-07-032709-4) ; rééditions 1988, 1991  (ISBN 2-07-032710-8).
- La Destruction des Juifs d'Europe (traduction de l'anglais : André Charpentier, Pierre-Emmanuel Dauzat, Marie-France de Paloméra), Paris, Éditions Gallimard, coll. « Folio Histoire », édition dite "définitive" 2006, en trois tomes avec pagination continue, 2400 p. :
  - tome I, 709 p. (numérotées de 1 à 709)  (ISBN 978-2-07-030983-2), comprenant les chapitres 1 à 7 ;
  - tome II, 884 p. (numérotées de 710 à 1593)  (ISBN 978-2-07-030984-9), comprenant le chapitre 8 ;
  - tome III, 806 p. (numérotées de 1595 à 2400)  (ISBN 978-2-07-030985-6), comprenant les chapitres 9 à 12 (p. 1595-2244), les annexes (p. 2245-2287) et l'index des trois tomes (p. 2289-2400).

### Édition italienne
- La distruzione degli ebrei d’Europa, Turin, Edizione Einaudi, 1999, 1479 p. (traduit de l'anglais par Frediano Sessi et Giuliana Guastalla), nouvelle édition revue et augmentée[9].

### Édition espagnole
- La Destruccion De Los Judios Europeos (Cuestiones De Antagonismo), Akal Ediciones, 2005, 1456 p.  (ISBN 97884-460-1809-4)[10].